# Epsilon in Malaysian Pale
Epsilon In Malaysian Pale — второй студийный сольный альбом Эдгара Фрезе, выпущенный в 1975 году.

## Характеристика
Эдгар Фрезе записал этот альбом после возвращения с гастролей по Австралии в 1975 году. Музыка, вероятно, отражает его впечатления от юго-восточной Азии и Австралии. По словам Фрезе, название альбома связано с парой моих поездок по Малайзии и Австралии, так что это очень личный альбом для меня, даже немного мистический. Слово Epsilon в названии использовано для обозначения человека, полностью обернутого своей средой, а Pale означает дымку постоянно присутствующей тяжелой влажности.
Пышный и чарующий, как и его экзотическая обложка, Epsilon in Malaysian Pale по звучанию ближе всего к Tangerine Dream из всех сольных альбомов Фрезе. Легкий секвенсорный транс и волны величественных синтезаторных эффектов на «Maroubra Bay» очень похожи на альбом Rubycon у Tangerine Dream, выпущенный в том же году. Заглавный трек, однако, представляет собой атмосферическое меллотроновое произведение практически без секвенсоров.
Звучание альбома близко Phaedra и Rubycon, электронно-синтезаторные погружения напоминают также первый сольный альбом Фрезе Aqua. После краткого вступления слушатель погружается в гипнотическое и созерцательное электронное приключение с доминирующим меллотроном и вкраплениями акустических звуков, в частности, флейты. Слышны также семплированные конкретные звуки джунглей и движущегося поезда, точно также конкретные звуки были использованы и на его предыдущем альбоме Aqua. Лучшая сольная работа Фрезе, определяющий и памятный альбом экспериментальной электронной прогрессивной музыки.

## Список композиций
1. «Epsilon in Malaysian Pale» 17:00
2. «Maroubra Bay» 17:15

## Музыканты
- Эдгар Фрезе — композитор и исполнитель